# インフレ連動債
インフレ連動債（インフレれんどうさい、英: inflation indexed/linked bonds）や物価連動債（ぶっかれんどうさい）とは、仕組みにより異なる場合があるが、一般に元本がインフレ率によって変動する債券である。各政府が国債として発行するものと、各企業が社債として発行するものとがある。
日本、アメリカ合衆国、イギリスなどで発行されている。固定金利債券との違いは、元本・クーポン（利息）のどちらかないし両方が、発行条件に明示されている物価指数による調整を受ける点である。

## 日本国債
日本では2004年2月より、国家・公共団体と金融機関系の法人のみ購入が可能な10年の「物価連動国債」が発行された。これは元本に対するクーポン利率は固定であるものの、元本及び受取クーポン額が参照消費者物価指数（概ね3ヶ月前だが例外規定あり）に連動する。全国消費者物価指数（生鮮食品を除く総合指数）を基準とする。消費者物価指数に連動するため、元本の最低保証はなく、償還価格が購入時価格を下回ることも有り得る。また、この物価連動国債を組み込んだ投資信託も設定され、証券会社などで販売されていた。
長引くデフレによる需要の落ち込みで2008年に発行を中断されていたが、2013年に発行が再開される。
2013年10月8日、物価連動国債10年物の入札が5年ぶりに実施された。
2015年1月から個人に対しても物価連動国債の販売が解禁される。

## 米国債
米国では、Treasury Inflation-Protected Securities (TIPS) の名称で販売している。インフレ率は消費者物価指数の Consumer Price Index for All Urban Consumers (CPI-U) で計測する。5, 10, 30年債が販売されている。1997年1月29日販売開始。

## 期待インフレ率
期待インフレ率（予想インフレ率）やブレーク・イーブン・インフレ率（損益分岐インフレ率）に関しては期待インフレ率を参照。